# Tipula (Platytipula) cunctans
Tipula (Platytipula) cunctans is een tweevleugelige uit de familie langpootmuggen (Tipulidae). De soort komt voor in het Nearctisch gebied.